# Estêvão Ribeiro Baião Parente
Estêvão Ribeiro Baião Parente, "o moço" foi um sertanista e explorador brasileiro. Segundo Silva Leme era filho de João Maciel Valente (1578-1641) que "foi nobre cidadão que teve as rédeas do governo de S. Paulo" e de " Maria Ribeiro filha de Estevão Ribeiro Bayão"  e portanto neta de Estevão Ribeiro Baião Parente, natural de Beja, Portugal, e de Magdalena Fernandes Feijó de Madureira, natural do Porto, que "passaram a S. Vicente e S. Paulo trazendo filhos e filhas" por volta de 1585. Em 29 de novembro de 1679 Estevão Ribeiro Baião Parente, "o moço", já tinha morrido.

## Guerras contra os índios da região da Bahia
Sertanista dos mais práticos, em 22 de maio de 1670, Estevão Ribeiro Baião Parente ofereceu-se à Câmara de São Paulo para socorrer a Bahia na forma do pedido do governador-geral português Alexandre de Sousa Freire, que apelara aos paulistas para defender dos índios o povo do Recôncavo e recebeu patente de governador da Conquista.
Em 20 de julho de 1671 Brás Rodrigues de Arzão recebeu patente de capitão-mor da leva de Estêvão Parente para combater os maracás, dada na Bahia. A bandeira vai agir de modo destruidor, levando os índios para além da serra de matas do Orobó, sendo mais ferozes os sertanistas capitães Manuel Vieira Sarmento e Manuel Inojosa.
Em 4 de agosto de 1671 Estêvão acabava de chegar à Bahia com 400 homens brancos, além de mamelucos e índios, muito maltratados pelo mar. Eram seus companheiros ademais dos acima citados João Amaro Maciel Parente, seu filho; o sargento-mor Brás Rodrigues de Arzão; Antônio Soares Ferreira e Antônio Afonso Vidal.
Em 7 de agosto e 12 de agosto, há duas ordens do governador Afonso Furtado, de que se conclui que Estêvão, tendo embarcado em Santos ao mesmo tempo que Arzão, custara tanto a chegar que havia poucas esperanças. Como Arzão há muito estava na Bahia, partiu para o sertão para aproveitar o tempo das águas, levando o Regimento com  o posto de capitão-mor da conquista, subordinado sempre porém a Estêvão Parente. Quando Parente desembarcou, Furtado deu ordem a Arzão de o esperar nos campos do Aporá para juntos prosseguirem.
Em 14 de novembro de 1673 o governador-geral o nomeia capitão-mor da nova vila de Santo Amaro da Conquista, erguida no local da aldeia dos índios cochos,  escolhido por ele para a fundação do povoado, como desejava o governador-geral. Parente permanece na Bahia, participando de outras expedições de conquista, como a dos índios maracás em 1674, a dos escravos negros do Quilombo dos Palmares em 1675.
Durante dois anos de lutas, Estêvão Parente venceu os índios tapuias do Orobó, remetendo os prisioneiros para as casas fortes criadas em Paraguaçu, Ibirutuca, Piranhas. Todo o movimento colonizador operado posteriormente nas cabeceiras do rio Paraguaçu, Rio Jacuípe, rio Jequiriçá e rio Orobó até Sincorá foi resultado desta bandeira.
Em 14 de julho de 1676 mandou-se entregar a Estêvão Ribeiro Baião Parente a munição necessária para a entrada contra os índios que atacavam as povoações dos campos do Guairaru. Em 1677 a Junta Trina o recrimina por estar cativando índios  mansos, pertencentes a Gaspar Rodrigues Adorno, mas meses depois o elogia, por feitos contra os índios bravos. A esse tempo o capitão-mor Domingos Rodrigues de Carvalho procurava vencer os tapuias das margens do rio São Francisco, o cabo paulista Domingos de Freitas e Azevedo e seu irmão Bernardo combatiam os índios aniós, antes de vir outro paulista, Francisco de Chaves Leme.

## Ponto de vista de historiadores
Comenta o livro «Ensaios Paulistas», editora Anhembi, São Paulo, 1958, página 635: "Uma das maiores campanhas de sertanismo organizadas em São Paulo na última metade do século XVII foi a que organizou Estêvão Ribeiro Baião Parente a chamado do governo do Brasil, levando em seu estado maior dois bandeirantes dos de maior prol, seu filho João Amaro Maciel Parente e Brás de Arzão, bandeira esta que se desforrou, do modo mais completo, do malogro da expedição de Domingos Barbosa Calheiros" .
Sobre ele, diz o grande historiador brasileiro Capistrano de Abreu em sua obra  «Capítulos da História Colonial», pp. 60–61 :
Em torno do Paraguaçu reuniram-se tribos ousadas e valentes, aparentadas aos Aimorés convertidos no princípio do século, que invadiram o distrito de Capanema, trucidaram os moradores e vaqueiros do Aporá, e avançaram até Itapororocas. Pouco fizeram expedições baianas mandadas contra eles, e houve a idéia de chamar gente de São Paulo. Acudindo ao convite Domingos Barbosa Calheiros embarcou em Santos; na Bahia se dirigiu para Jacobinas, mas deixou-se iludir por Paiaiás domesticados, e nada fez de útil.
Acompanhando-o na jornada mais de 200 homens brancos, poucos retornaram do sertão. Com este malogro não admira se repetissem as incursões de Tapuias, a ponto de a 4 de março de 1669 ser-lhes declarada guerra e outra vez convidados paulistas para fazê-la. Em agosto de 71 chegou a gente embarcada, com cuja condução a câmara do Salvador despendeu mais de dez contos de réis. Eram dois os chefes principais, Brás Rodrigues de Arzão e Estêvão Ribeiro Baião Parente. Fizeram de Cachoeira base das operações que duraram anos. Brás Rodrigues retirou-se depois de tomar, na margem esquerda do Paraguaçu, a aldeia do Camisão. Estêvão Ribeiro guerreou sobretudo na margem direita, onde conquistou a aldeia de Massacará. Em paga dos serviços foi-lhe dado o senhorio de uma vila chamada de João Amaro, nome de seu filho. A vila, depois de vendida com as suas terras a um ricaço da Bahia, extinguiu-se; o epônimo ainda é lembrado nos catingais baianos.
A estas expedições marítimas sucederam outras por via terrestre. Talvez a mais antiga fosse a de Domingos de Freitas de Azevedo, de quem apenas consta haver sido derrotado no rio S. Francisco. Facilitaram estas entradas a abundância de matas no trecho superior do rio, as suas condições de navegabilidade dentro do planalto, o emprego de canoas. Paulistas houve que fizeram canoas e desceram para vendê-las próximo do trecho encachoeirado, onde a escassez da vegetação tornava preciosa a mercadoria. Das expedições feitas pelo interior conhecemos a de Domingos Jorge Velho, Matias Cardoso de Almeida, Morais Navarro, todos empregados em combater os Paiacus, Janduís, Icós, nas ribeiras do Açu e do Jaguaribe.
Domingos Jorge auxiliou a debelação dos Palmares, mocambo de negros localizado nos sertões de Pernambuco e Alagoas, que já existia antes da invasão flamenga e zombara de numerosas e repetidas tropas contra ele mandadas. Ficou assim livre todo o território entre as matas do cabo de Santo Agostinho e Porto Calvo.